# 俠盜銀河
《俠盜銀河》是由LEVEL-5開發、索尼電腦娛樂代理，於2005年12月8日發售的PlayStation 2動作角色扮演遊戲。
本作是由開發《勇者鬥惡龍VIII 陸海空與被詛咒的公主》的LEVEL-5開發，目標是成為勇者鬥惡龍系列及最终幻想系列外另一款大型角色扮演遊戲，角色配音採用上戶彩及玉木宏等有名的演員。比其他遊戲不同，發售前4個月已開始播放電視廣告。
而讀取的時間非常短，會在玩家進行遊戲時讀取，玩家能全無間斷的進行遊戲。《Fami通》的評分得到共鉑金殿堂（35分以上），更獲得第20屆Digital Content Grand Prix 優秀獎。於2007年1月發售美版，美版加入許多新要素及改良，3月21日將美版內容於日本發售「導演版」。

## 角色

### 玩家角色
- 傑斯達・羅格 (Jaster Rogue) （配音：玉木宏）
主角，生活在砂漠行星羅札的少年。因為被認錯為傳說的獵人「沙漠之爪」而與宇宙海盜德肯葛亞一家在宇宙旅行。特徵是像香蕉般的髮型。
- 琪莎拉 (Kisala) （配音：上戸彩）
女主角，德肯葛亞的女兒。
- 史蒂夫 (Steve) （配音：梅津秀行）
擁有與人同等智力感情的機械人。
- 賽門・瓦卡德 (Simon Wicard) （配音：小野坂昌也）
全身穿著宇宙服的男人，說話帶有關西腔的神秘人物。
- 賽格拉姆 (Zegram Ghart) （配音：山路和弘）
- 露魯卡・萊莎 (Lilika Rhysa) （配音：井上喜久子）
- 裘比斯・圖奇・瑪格卡涅爾 (Jupis Tooki McGanel) （配音：青山穰）
- 迪哥・亞吉斯 (Deego Aegis) （配音：石塚運昇）

### 戴特倫公司
- 瓦爾柯古 德雷薩 (Valkog Drazer)（配音：内海賢二）
- 諾瑪 琪絲莉 (Norma Kissleigh)（配音：山田美穗）
- 伊塞爾 (Dr. Izel)（配音：後藤哲夫）
- 席德 (Seed)（配音：石田彰）

### 其他
- 沙漠之爪 (Desert Claw) （配音：山寺宏一） 
被稱為傳說的獵人的神秘人物。引導傑斯達到宇宙旅行，其後多次出現在傑斯達面前。
- 拉爾 (Father Raoul) （配音：佐佐木敏） 
養育傑斯達的和善神父。
- 德肯葛亞 (Dorgengoa) （配音：飯塚昭三）
- 蒙夏 (Monsha) （配音：西脇保）

## 系統
- 戰鬥系統
- 武器合成系統
- 工廠系統
- 昆蟲對戰系統

## 外部連結
- （日語）俠盜銀河官方網站（SCE） （页面存档备份，存于）
- （日語）俠盜銀河官方網站（LEVEL-5）[永久]
- （英文）俠盜銀河北美官方網站（SCEA） （页面存档备份，存于）